# RJ-12

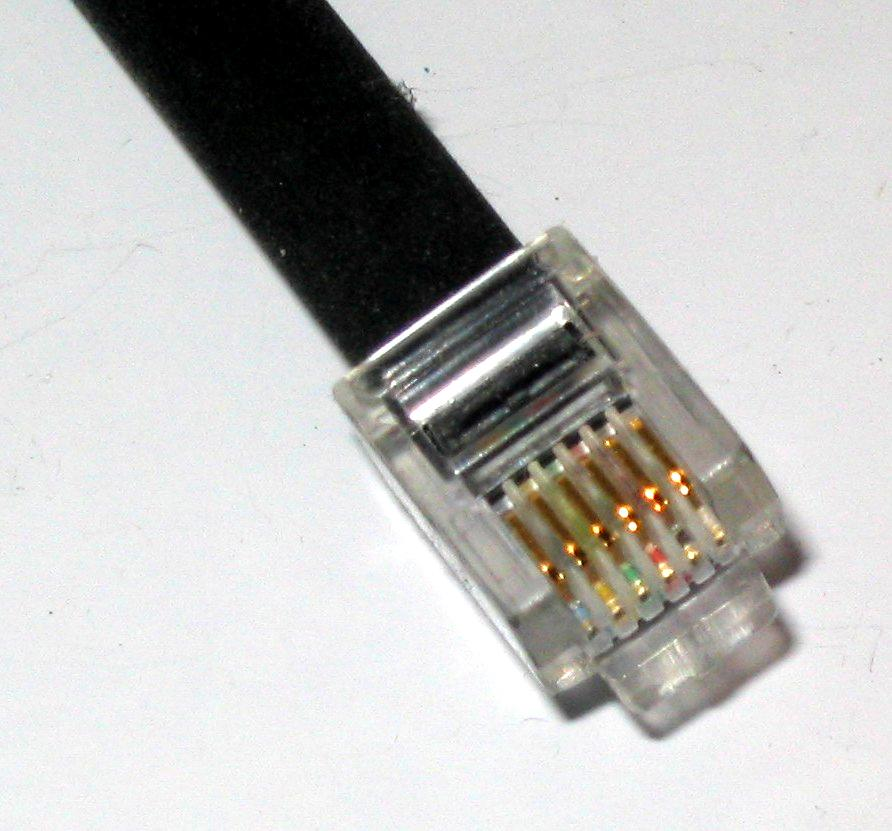
Conector tipo RJ-12, con seis conectores.

Un RJ-12 es un conector telefónico para crimpar en cable de 6 hilos. Dispone de 6 posiciones (lugar donde van alojadas las cuchillas) y 6 contactos (6P6C), lo que implica que se usen todos los contactos. Tiene las mismas medidas que un RJ-11, la diferencia está en que en lugar de 4 cuchillas para crimpar tiene 6.